# Valencia West, Arizona
Valencia West je naseljeno područje za statističke svrhe u američkoj saveznoj državi Arizona. Prema popisu stanovništva iz 2010. u njemu je živjelo 9,355 stanovnika.